# Petr Cancura
Petr Cancura (23 april 1977) is een Canadese houtblazer (saxofoon, fluit, klarinet), zanger, gitarist en banjospeler.
Cancura stamt uit Tsjechië, vanaf zijn tiende woonde hij in Ottawa. Hij studeerde aan Carlton University en aan New England Conservatory of Music. In New York speelde hij met onder anderen Danilo Pérez, Julian Lage, Bob Moses, Joe Morris, Jacek Kochan, Kathleen Edwards, Kenny Wollesen, Joe Maneri, Cecil McBee, Rob Mosher en Mighty Popo. Verder had hij eigen bandprojecten: Big Sky en Down Home. In 2009 kwam hij met het album PeopleMusic. Cancura is programmaleider van het Ottawa International Jazz Festival. Hij heeft workshops gegeven in de Verenigde Staten en in Canada. Cancura was van 2003 tot 2009 bij negen opnamesessies betrokken.